# Val Passiria
La val Passiria (in tedesco Passeiertal) è una valle alpina posta in Sudtirolo (provincia di Bolzano), a nordest di Merano (BZ), tra le Alpi Venoste e le Alpi dello Stubai (chiamate anche Alpi Breonie di Ponente).

## Geografia
La valle viene attraversata dal torrente Passirio che confluisce nell'Adige presso Merano. Ne fanno parte i comuni San Martino in Passiria, Moso in Passiria, San Leonardo in Passiria, Rifiano, Caines, Tirolo e Scena.
Il comune più esteso è Moso in Passiria, mentre quello più popoloso è San Leonardo in Passiria. Parte della val Passiria è compresa nel parco naturale Gruppo di Tessa, il più esteso dell'Alto Adige.

## Pista ciclabile
Lungo la valle si sviluppa la ciclabile della Val Passiria, che si snoda attraverso il paesaggio naturale e lungo il torrente Passirio: partendo dalla città di Merano (325 m s.l.m.), dopo 19 chilometri si arriva a San Leonardo in Passiria (689 m s.l.m.); il manto stradale è per lo più sterrato e questa strada non attraversa i centri abitati, ma li tocca solo esternamente, rimanendo a volte in quota rispetto ad essi.